# Левержи
Левержи (фр. Levergies) — коммуна во Франции, находится в регионе Пикардия. Департамент коммуны — Эна. Входит в состав кантона Боэн-ан-Вермандуа. Округ коммуны — Сен-Кантен.
Код INSEE коммуны — 02426.

## Население
Население коммуны на 2010 год составляло 587 человек.
| 1962 | 1968 | 1975 | 1982 | 1990 | 1999 | 2010 |
| ---- | ---- | ---- | ---- | ---- | ---- | ---- |
| 534  | 512  | 536  | 566  | 601  | 577  | 587  |

## Экономика
В 2010 году среди 391 человека трудоспособного возраста (15—64 лет) 286 были экономически активными, 105 — неактивными (показатель активности — 73,1 %, в 1999 году было 70,8 %). Из 286 активных жителей работали 261 человек (140 мужчин и 121 женщина), безработных было 25 (10 мужчин и 15 женщин). Среди 105 неактивных 27 человек были учениками или студентами, 45 — пенсионерами, 33 были неактивными по другим причинам.